# District de Has

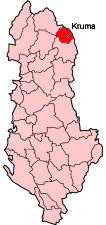

Le district de Has est un des 36 districts d'Albanie. Il a une superficie de 374 km2 et une population de 22 000 habitants. La capitale du district est Krumë. Le district dépend de la préfecture de Kukës.
Le district est enclavé entre les districts albanais de Kukës, de Tropoja et de Pukë.